# Espaldar
El espaldar (de «espalda» y esta a su vez del latín spatula, «omóplato, espátula») es una de las dos piezas que forman la armadura, junto con el peto. Su función es proteger y tapar la espalda de quien la porta.
Por similitud en la función de protección y defensa de la armadura, en zoología se denomina espaldar al componente dorsal del caparazón de las tortugas, formada por placas o escamas dérmicas que se hallan soldadas con la caja ósea —vértebras dorsales y lumbares, y costillas—.
Otros significados de esta entrada se pueden encontrar en el diccionario de la lengua española.